# Nur für dich
Albums de Mireille Mathieu
Ein neuer Morgen
(1982) Welterfolge aus Paris
(1985)
Nur für dich est un album de la chanteuse française Mireille Mathieu sorti en Allemagne en 1983. Sur cet album se trouve la chanson Together we're strong également sortie en France la même année et en duo avec l'acteur Patrick Duffy.

## Chansons de l'album
- Face 1

1. Nur für dich (Bernd Meinunger/Ralph Siegel)
2. Adieu mon ami (Bernd Meinunger/Ralph Siegel)
3. Weites Land (Bernd Meinunger/Michael Hoffmann)
4. Nur der Himmel war Zeuge (Bernd Meinunger/Ralph Siegel)
5. Glauben (Bernd Meinunger/Herman Weindorf)

- Face 2

1. Wir sind alle Kinder Gottes (Bernd Meinunger/Ralph Siegel)
2. Man muß auch mal verlieren können (Bernd Meinunger/Ralph Siegel)
3. Vor uns liegt ein langer Weg (Bernd Meinunger/Ralph Siegel)
4. Together we're strong (avec Patrick Duffy) (Richard Palmer-James/Ralph Siegel)
5. Und wieder heißt es Abschied nehmen (Robert Jung/Ralph Siegel)